# Ana Botella Gómez
Pour les articles homonymes, voir Ana Botella, Botella et Gómez.
Ne doit pas être confondu avec Ana Botella Serrano.
 (décembre 2023).
Si vous disposez d'ouvrages ou d'articles de référence ou si vous connaissez des sites web de qualité traitant du thème abordé ici, merci de compléter l'article en donnant les références utiles à sa vérifiabilité et en les liant à la section « Notes et références ».
Ana María Botella Gómez, née le 12 février 1958, est une femme politique espagnole membre du Parti socialiste ouvrier espagnol (PSOE).
Elle est élue députée de la circonscription de Valence lors des élections générales de décembre 2015.

## Biographie

### Profession
Ana María Botella Gómez est titulaire d'une licence en histoire et géographie, obtenue à l'Université de Valence et complétée d'un prix extraordinaire. Elle suit des études de commerce extérieur en 1984 avec l'UNED. De 1995 à 1997, elle suit un master en direction et gestion publique à l'Université polytechnique de Valence. Elle est fonctionnaire de carrière à la Généralité valencienne, membre du corps supérieur des techniciens de l'Administration générale.

### Carrière politique
Elle a été conseillère municipale de Valence de 2007 à 2010. Elle est nommée en 2010 déléguée du Gouvernement dans la Communauté valencienne et le reste jusqu'en 2011. 
Le 20 décembre 2015, elle est élue députée pour Valence au Congrès des députés.